# Emperador Zhengde
Zhengde (xinès: 正德) (1491-1521) va ser l'onzè emperador de la dinastia Ming a la Xina. Va ocupar el tron des de 1505 a 1521. El seu regnat s'ha definit com una època de caos i d'un comportament insòlit.

## Biografia
Zhu Houzhao (xinès: 朱厚照) va néixer a Pequín el 26 d'octubre de 1491, fill gran de l'emperador Hongzhi. Escollí el nom de Zhengde per al seu regnat, i com a nom pòstum o de temple el de Wuzong (武宗).
Va ser un estudiant brillant, educat en principis confucians, però també va ser un gran seguidor del budisme, motiu que el va fer construir molts temples arreu del país.
Amb només 14 anys es va casar i va adoptar més de 100 fills als quals va atorgar títols i propietats.
Va morir el 19 d'abril de 1521 i està enterrat a la tomba Kangling amb l'emperadriu Xia (morta el 1535).

### Estil de vida i de govern
Molts ministres col·laboradors del seu pare, l'emperador Hongzhi, tenien l'expectativa que Zhu Houzhao seria un emperador benevolent, respectuós i brillant com el seu pare però no es van acomplir aquestes previsions.
Des dels primers anys l'emperador es va negar a dedicar-se a l'art de governar. En lloc d'això, es delectava a viatjar d'incògnit per tot el país i passar el temps aprenent idiomes exòtics. Va arribar a dominar el tibetà, el mongol i el jurtxet, i va lliurar títols en aquests idiomes. Centenars de funcionaris que van criticar el seu comportament excèntric van ser torturats, assassinats o degradats. Les seves accions es consideraven imprudents, estúpides o sense sentit, i en molts casos demostrava una clara manca de responsabilitat.
La seva vida personal era poc honorable, amb freqüents visites a prostíbuls i fins i tot va crear palaus denominats “Bao Fang 豹房”, fora de la Ciutat Prohibida amb animals exòtics com tigres i lleopards i també dones per la seva diversió.
Molt sovint sortia a viure a fora de la Ciutat Prohibida o feia viatges de plaer i un cop tornava a palau no volia rebre els seus ministres i tractar els temes del govern. Organitzava “caceres” de noies joves pels carrers de Pequín i feia desfilades de prostitutes en el seu palau.

#### El poder dels eunucs: Liu Jin
Va delegar el poder a funcionaris eunucs i a consellers militars. Especialment va depositar la confiança en un grup de vuit eunucs, els “Vuit tigres - ba hu 八虎"-, on el més importants era Liu Jin, amb molt poder i control sobre tots els assumptes polítics que va materialitzar a partir de 1506 amb la destitució de molts funcionaris no eunucs.
Van augmentar les diferències entre el nord (governs dominats pels eunucs) i el sud sense representació en els òrgans de poder. La corrupció va créixer, els impostos van arrasar la població i les rebel·lions van ser freqüents.
El 1510 l'emperador va ordenar l'execució de Liu Jin, enriquit amb joies, plata i or.

#### Les rebel·lions dels prínceps
A finals del seu mandat va haver de lluitar contra els problemes interns de la casa imperial dels Zhou, especialment les rebel·lions dels prínceps Anhua (1510) i Ning (1519).

#### La relació amb els portuguesos
Els primers contactes directes importants d'europeus amb la Xina es va produir durant el regnat de Zhengde, especialment amb els portuguesos que ja tenien la capital del "Estado da India" a Goa. Les relacions amb els portuguesos van passar per una primera etapa conflictiva a partir de la invasió el 1511 de Malaca per part dels portuguesos, port que els xinesos utilitzaven pel seu comerç i que de fet el Sultanat de Malaca era tractat pels xinesos com un estat tributari dels Ming.
L'any 1517, va arribar a la Xina la primera ambaixada portuguesa oficial. Les autoritats locals xineses la miraven amb un recel considerable; però tot i així es van establir els primers contactes i l'any 1520 l'ambaixada va ser enviada a Pequín.